# Priznanje za posebne dosežke študentk in študentov
Priznanje za posebne dosežke študentk in študentov se podeljuje v okviru Tedna Univerze na Univerzi v Ljubljani, Slovenija. Podeljuje se za izjemne dosežke in aktivno udejstvovanje na področju obštudijskih dejavnosti.
Poleg priznanja za posebne dosežke Univerza v Ljubljani študentom podeljuje tudi Prešernovo nagrado za študente ter Svečano listino za najboljše študijske dosežke.

## Nagrajenci
- Seznam prejemnikov priznanja za posebne dosežke študentov Univerze v Ljubljani